# Casa Manuel Peris
La casa Manuel Peris es un edificio de viviendas situado en la calle Conde de Salvatierra número 25 de la ciudad de Valencia (España), dentro del distrito de L'Eixample de la ciudad. Su estilo arquitectónico es el modernismo valenciano.

## Edificio
El proyecto es obra del arquitecto valenciano Manuel Peris Ferrando y fue realizado en 1911. En la parte superior del ventanal de la primera altura se hallan las iniciales m p superpuestas, correspondientes a las iniciales del propio arquitecto. Al igual que en la casa del Punto de Gancho construida con anterioridad, también hace constar en la fachada de ésta el año de finalización de las obras y unas iniciales. 
En el momento de su construcción, el arquitecto había ejecutado ya diversos edificios de envergadura en Valencia y tenía una reputación acreditada. Construiría posteriormente la casa de Lorenzo Colomer, muy próxima a ésta e iniciada dos años después.
El edificio consta de planta baja y cuatro alturas. Se conserva la puerta principal original del edificio, de estilo modernista. En la primera altura destaca un original ventanal bipartito en forma de círculo con ornamentación vegetal en la parte superior. En su fachada destaca la ornamentación floral, la forja de los balcones en hierro con detalles modernistas y detalles tipícos del movimiento modernista austriaco Sezession. 
El edificio está coronado por dos pequeñas torrecillas con dos óculos en cada una de ellas y profusa ornamentación de inspiración floral. En ambas está inscrita la fecha de finalización de la construcción, en la parte superior izquierda aparece la leyenda año y en la derecha 1912, enmarcada entre la ornamentación.